# Saracena
Saracena község (comune) Olaszország Calabria régiójában, Cosenza megyében.

## Fekvése
A megye északi részén fekszik, a Pollino Nemzeti Park területén. Határai: Altomonte, Castrovillari, Firmo, Lungro, Morano Calabro, Mormanno, Orsomarso és San Basile.

## Története
Valószínűleg a szaracénok alapították a 8-9. században egy ókori település helyén. Mai neve a 14. században jelenik meg dokumentumokban. A következő századokban a bisignanói hercegek birtoka volt. A 19. század elején vált önálló községgé, amikor a Nápolyi Királyságban felszámolták a feudalizmust.

## Népessége
A népesség számának alakulása:

## Főbb látnivalói
- Santa Maria delle Armi-templom
- Santa Maria del Gamio-templom
- San Leone Taumaturgo-templom
- Santa Maria dell’Alto in Cielo-kápolna
- Madonna di Costantinopoli-kápolna